# Gunnar Göransson
Gunnar Göransson (14 de julho de 1933 — 22 de abril de 2012) foi um ciclista sueco que competia em provas de estrada. Representou a Suécia nos Jogos Olímpicos de Verão de 1956 e 1960, terminando respectivamente na quinta posição.